# 索恩·馬菲
索恩·帕蒂塔·帕伊尼·馬菲（英語：Soane Patita Paini Mafi；1961年12月19日—）是天主教湯加籍司鐸級樞機及現任湯加教區主教。

## 生平
索恩·馬菲於1961年12月19日，在湯加首都努庫阿洛法出生。他於1991年6月29日在惠靈頓總教區晉鐸。然後，他有四年在哈派群島的堂區工作。2000年，畢業於巴爾的摩的馬利蘭洛約拉大學。他然後被派到斐濟的首都蘇瓦，訓練當地司鐸。
2007年10月4日晉牧，他獲教宗若望保祿二世任命為湯加助理主教。直到2008年4月18日，由於Soane Lilo Foliaki榮休，因此索恩·馬菲接替成為湯加教區主教。2010年起出任太平洋地區主教團主席。
2015年1月4日，他被教宗方濟各在三鐘經祈禱活動結束之際宣佈擢升為樞機。他於隔月14日與教宗舉行共祭彌撒大典，並被擢升為司鐸級樞機。2015年4月13日，他被任命為聖座萬民福音部和的宗座一心理事會成員。; 